# 大天白神社
大天白神社（だいてんぱくじんじゃ）は、埼玉県羽生市の神社。

## 歴史
1557年（弘治3年）に創建された。羽生城の城主木戸忠朝の夫人が安産祈願のために創建した。
1872年（明治5年）、近代社格制度に基づく「村社」に列せられ、1907年（明治40年）の神社合祀により、「蔵王権現社」が合祀された。
現在の祭神は大山祇命であるが、『武蔵国郡村誌』によれば、かつては宇賀魂命であった。実際に当社では宇賀魂命の掛軸や神像を所蔵しており、この記述を裏付けている。当社と天白信仰との間に何か関係あるのかは不明である。ただ、祭神の眷属は「白狐」とされており、その白狐が嫌がるため「犬を飼ってはならない」「タバコを吸ってはならない」という掟があった。

## 文化財
- 堀田相模守生祠（羽生市指定史跡 昭和32年1月29日指定）[2]

## 交通アクセス
- 羽生駅より徒歩18分。